# ベリッシマep
「ベリッシマep」（ベリッシマ イーピー）は、2017年2月22日に発売された、ピチカート・ファイヴの7インチ・シングル。

## 解説
1988年9月リリースのピチカート・ファイヴのアルバム『Bellissima!』収録の「惑星」と「これは恋ではない」の2曲をカップリング。バーニー・グランドマンによるシングル向けのカッティングが施された完全生産限定盤。小西康陽が7インチDJとして“今クラブで回したい”、“7インチのアナログ盤で出して欲しい”ソニー・ミュージックの1980年代から2000年代までの有名楽曲を1枚のCDにまとめた17曲入りコンピレーション・アルバム『エース』発売に合わせ、「カップルズep」と同時リリースされた。

## パッケージ、アートワーク
ジャケットはアルバムのジャケットをリサイズし、小西によるアレンジが加えられたE式シングルジャケット。また、ディスク中心部の穴の大きさはLPと同サイズ。レーベル・デザインはアダムス「旧約聖書」とザ・ゾンビーズ「ふたりのシーズン」という、旧・CBSソニーのごく初期にリリースされた2枚のシングル盤からトレースされた。なお、ジャケットおよび歌詞カードではカタログ品番が“MHKL 2”と記載されているが、ディスク本体のレーベルでは“MHK7 2”となっている。

## 収録曲

### SIDE A
1. 惑星 planets  –  (4:06)
詞：小西康陽    曲：田島貴男

### SIDE B
1. これは恋ではない this can't be love  –  (4:45)
詞 / 作曲：小西康陽

## クレジット
| Bellissima! ep Pizzicato Five 2017 |
|                                    |

| Supervisor : 小西康陽                                       |
| The group : 小西康陽 高浪慶太郎 田島貴男                    |
| Executivee Producer : 華岡徹 (SMDR) 加納糾 (SMDR)           |
| Producer : 滝瀬茂 (SMDR)                                    |
| Director : 蒔田聡 (SMDR)                                    |
| Re-mastering Engineer : 阿部充泰 (Sony Music Stadios Tokyo) |
| Sound Advisor : 廣瀬修 (mirea Inc.)                         |

| Cutting Engineer | : | - Bernie Grundman - (Bernie Grundman Mastering Hollywood) |

|  |

| Vinyl Recorded Pressing : Rainbo Records (USA)           |
| Original Design : 信藤三雄                               |
| Artwork Refinement : 林田親悟 (SMDR)                     |
| Marketing : 石井宏明 (SMDR)                              |
| Product Coordination : 星野真実 (SMC)                    |
| Special Thanks : 山崎弘崇 (readymade entertainment inc.) |
| WONDERFUL WORLD The Greatest Hits Pied Piper House       |

## リリース日一覧
| 地域 | タイトル     | リリース日    | レーベル                                      | 規格               | カタログ番号 | 備考             |
| ---- | ------------ | ------------- | --------------------------------------------- | ------------------ | ------------ | ---------------- |
| 日本 | ベリッシマep | 2017年2月22日 | GREAT TRACKS / Sony Music Direct (JAPAN) Inc. | 7"シングルレコード | MHKL 2       | 完全生産限定盤。 |